# UFO互動網絡
UFO互動網絡（縮寫：MUFON）是一个总部设在美国的非营利组织，由研究所谓的不明飞行物目击事件的民间志愿者组成，它是美国历史最悠久、规模最大的UFO研究组织之一，声称在全世界有4000多名成员，在43个以上的国家和所有50个州设有分会和代表。该组织因专注伪科学而受到批评，批评者说，该组织的调查人员没有使用科学方法。

## 歷史
MUFON的前身是艾伦·乌特克（Allen R. Utke）、小沃尔特·H·安德鲁斯（Walter H. Andrus, Jr.）、约翰·舒斯勒（John F. Schuessler）等人于1969年5月31日在伊利诺伊州昆西成立的中西部UFO研究网络。不少創始成員皆來自於空中現象研究組織。1973年，因組織逐步擴大而更名為UFO互動網絡（Mutual UFO Network）。
1975年總部遷往德克薩斯州。現今總部位於加利福尼亞州爾灣。

## 活動
该组织出版有《MUFON不明飞行物期刊》月刊，每年均會舉辦國際研討會。

## 流行文化
- MUFON在科幻電視劇《X檔案》第三季（英语：The X-Files (season 3)）第九集中被提及[6]。

## 外部連結
- 官方网站
- UFO互動網絡的Facebook專頁
- UFO互動網絡的X（前Twitter）